# 哈米迪耶
哈米迪耶是伊朗的城市，位於該國西南部，由胡齊斯坦省負責管轄，距離首府阿瓦士約25公里，處於首都德黑蘭西南540公里，海拔高度37米，2006年人口21,977。